# El Museo Universal
El Museo Universal va ser una revista espanyola del segle xix, amb periodicitat quinzenal en un primer moment, per passar més tard a ser setmanal. Es va publicar entre 1857 i 1869 i contenia una notable quantitat de làmines i gravats. Els seus fundadors foren José Gaspar Maristany i Fernando Roig. El Museo Universal fou hereva de Semanario Pintoresco Español, la publicació de la qual va finalitzar precisament el 1857 i, a la vegada, una mena de germen de la revista La Ilustración Española y Americana, fundada el 1869.

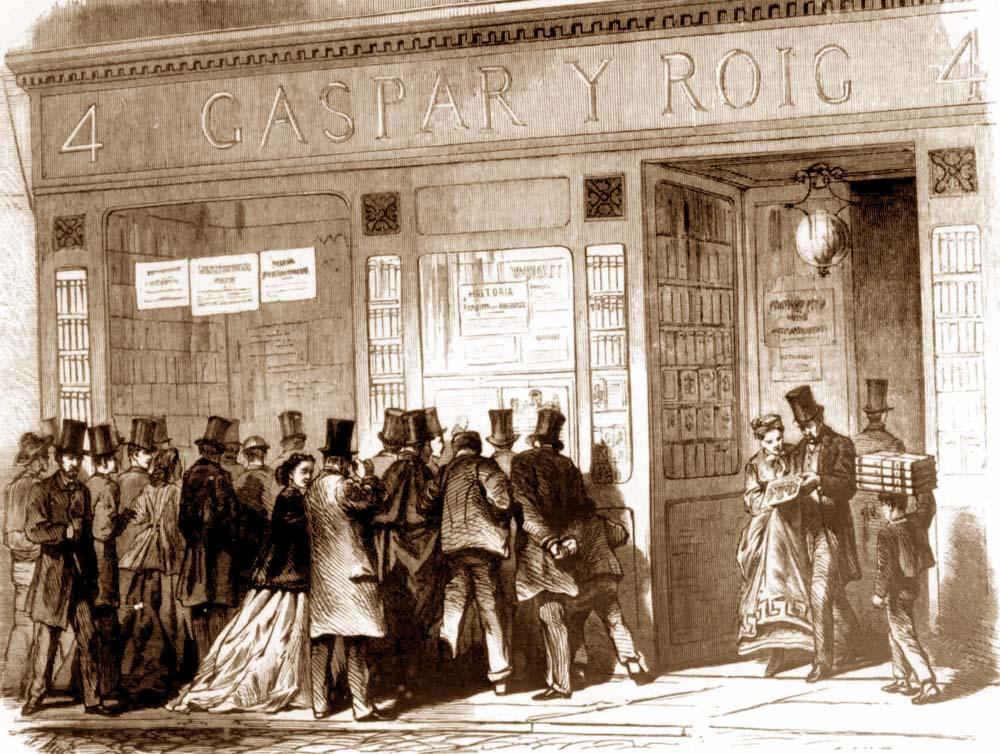
L'aparador de l'empresa Gaspar y Roig quan s'exposa «El Museo Universal».

El seu principal director va ser el periodista republicà Nemesio Fernández Cuesta, de qui Cecilio Alonso afirma que va portar la revista a creuar límits d'«intencionalitat política» per sobre del que es considerava normal en una revista il·lustrada d'art, literatura i ciència. A partir de 1865, la revista va tenir un important col·laborador en Gustavo Adolfo Bécquer. Entre els artistes gràfics, comptà amb aportacions de Valeriano Domínguez Bécquer, Bernardo Rico, Enrique Laporta, Francisco Laporta, Daniel Urrabieta, Francisco Ortego, Carlos Ribera,Federico Ruiz, Tomás Carlos Capuz o Joaquín Sierra y Ponzano, entre d'altres.
En paraules de Charnon-Deutsch, el sorgiment de la revista —al costat del de la seva successora, La Ilustración Española y Americana— «va suposar que Espanya veiés per fi "una revista espanyola il·lustrada que combinés notícies del dia a dia amb una visió monumental del seu passat nacional"» i segons Trancón Lagunas hauria format junt a Semanario Pintoresco Español i El Museo de las Familias «la trilogia de revistes més importants del segle [a Espanya] fins a la Revolució de 1868».

## Notes

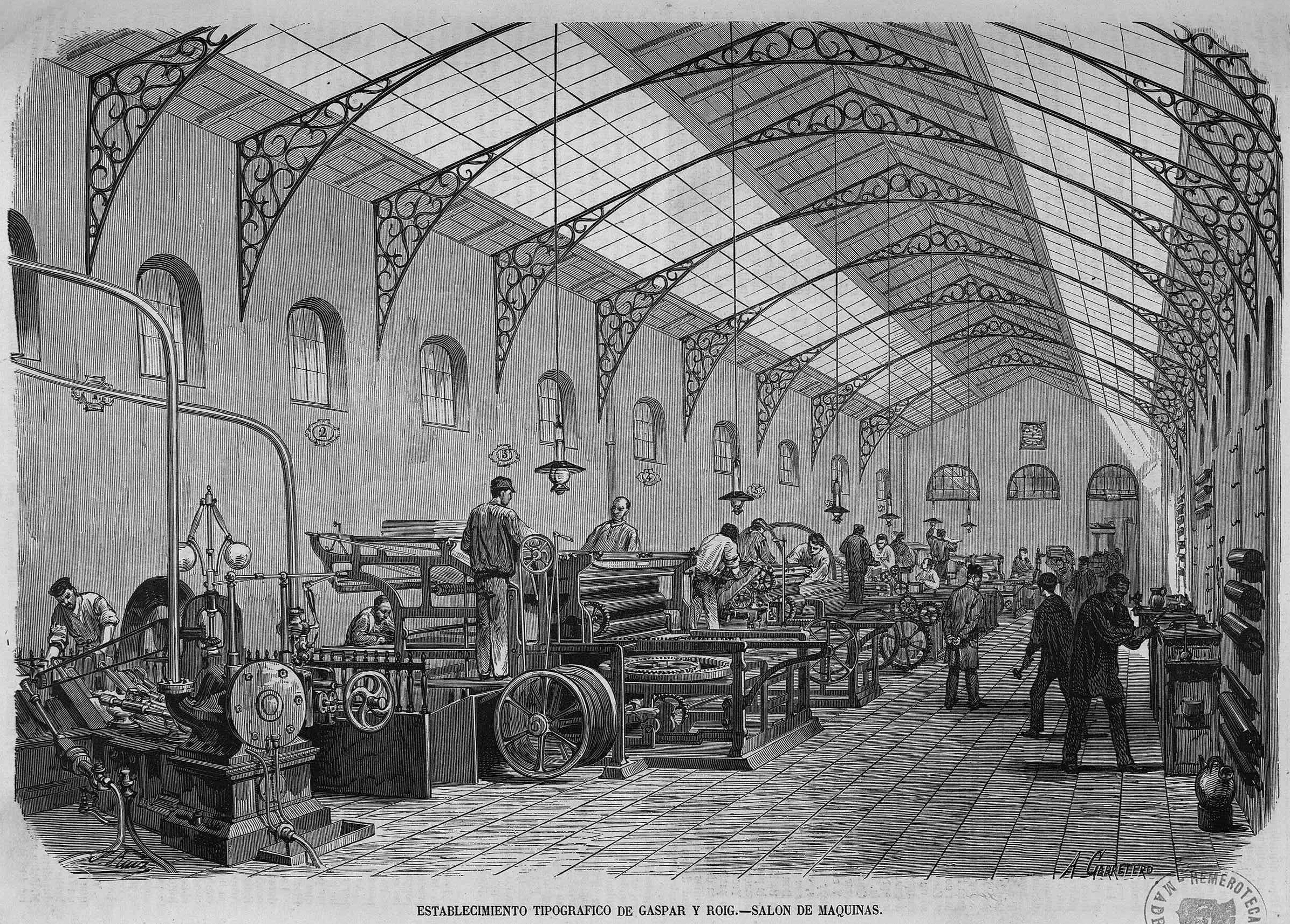
Establiment tipogràfic de Gaspar y Roig, gener de 1868.

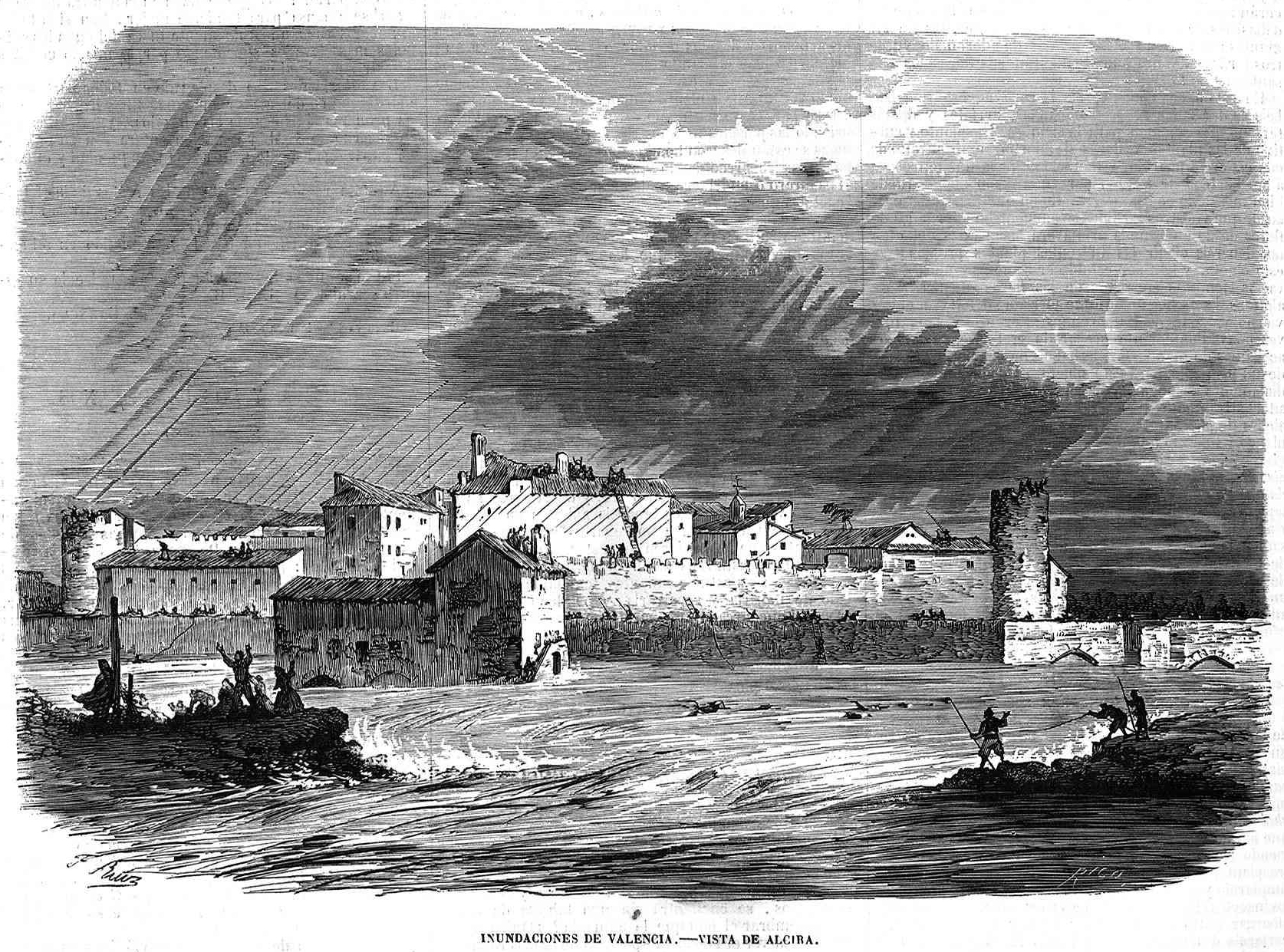
Inundacions de València de 1864, vista d'Alzira.

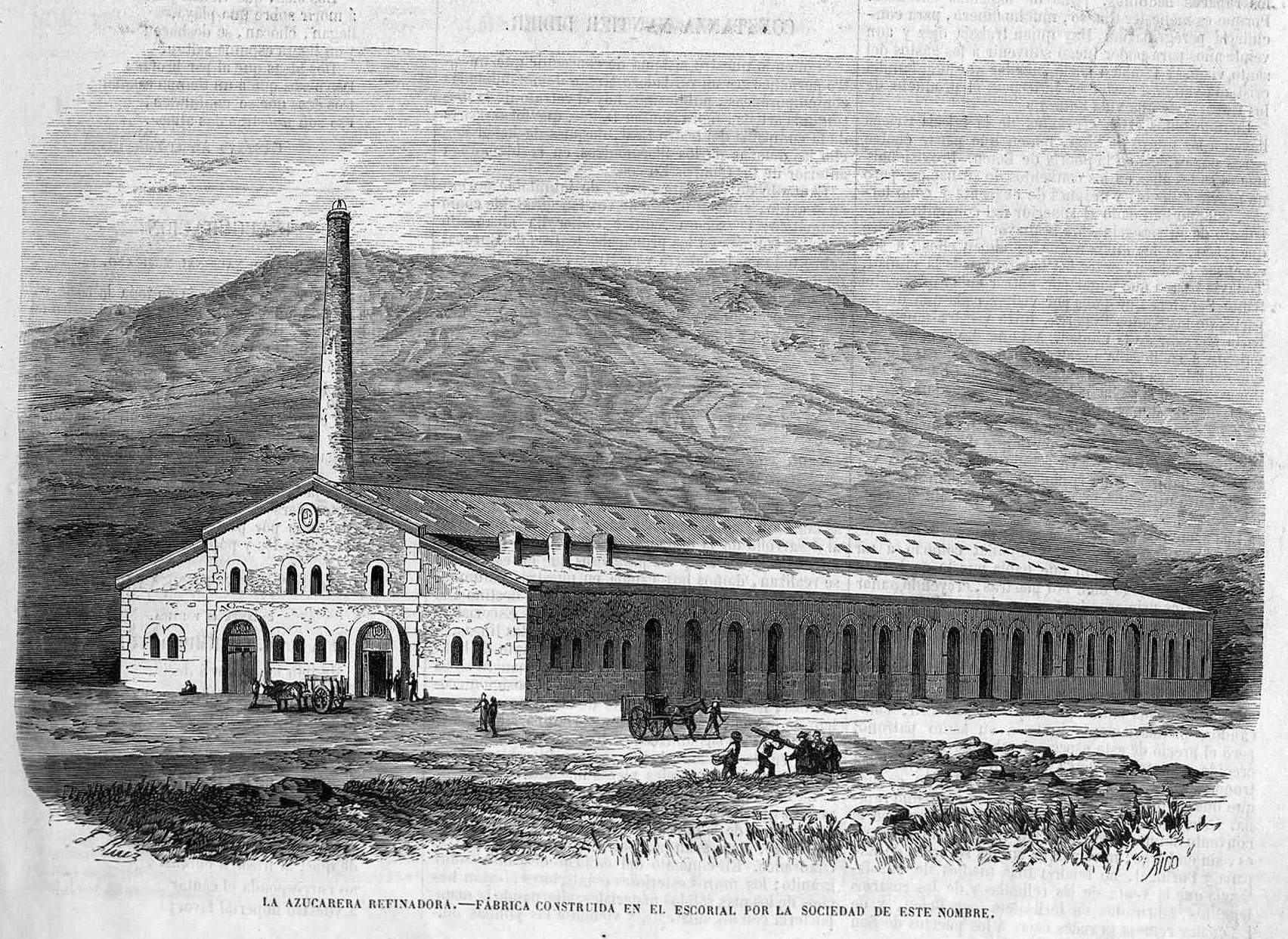
Fàbrica refinadora de sucre dEl Escorial, març de 1866.

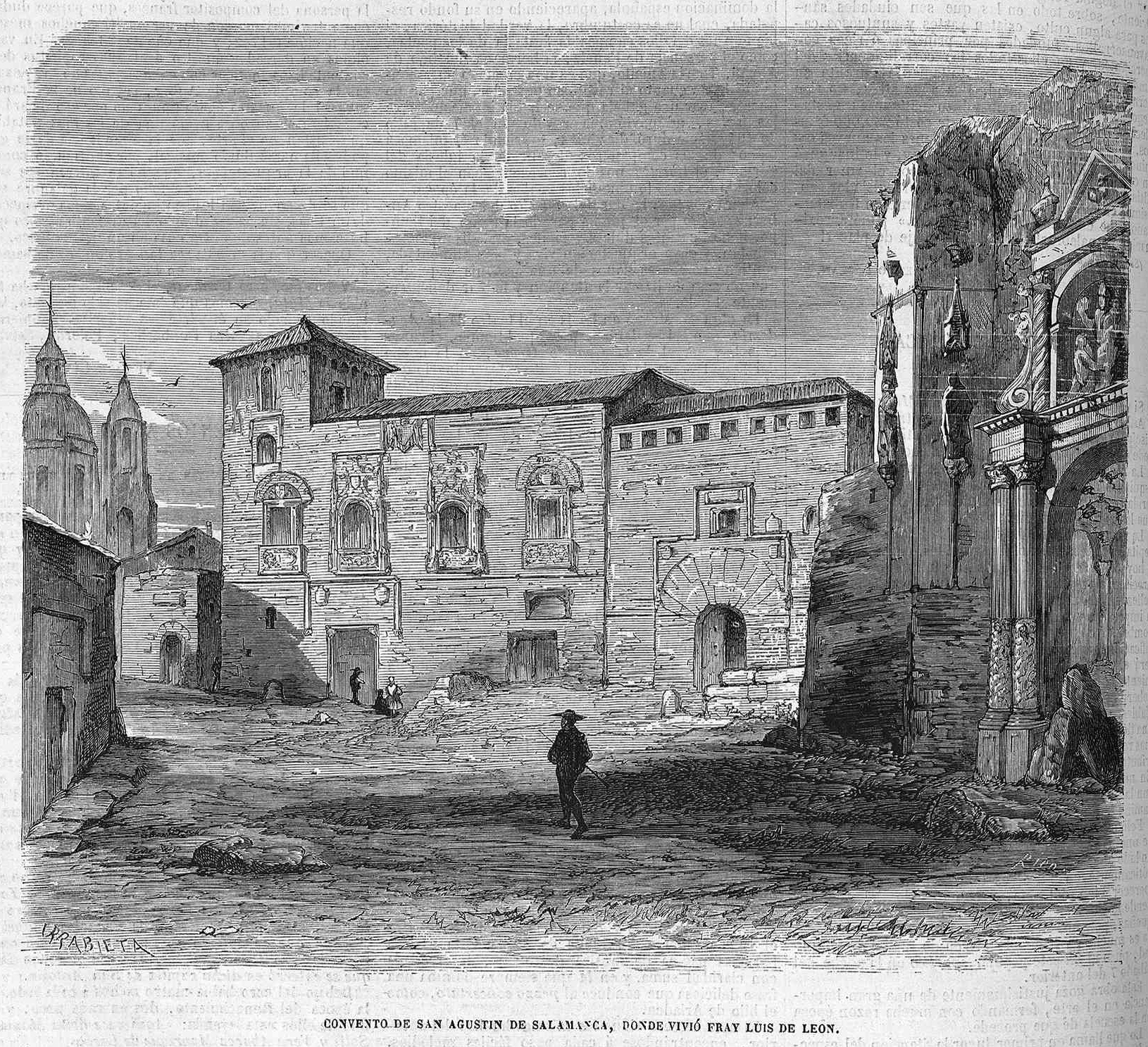
Convent de San Agustín de Salamanca, firmat per «Urrabieta», gravat de Rico, abril de 1868.